# 1. Klasse Mittelbaden 1941/42
Die 1. Klasse Mittelbaden 1941/42 war die neunte Spielzeit der 1. Klasse Mittelbaden im Sportgau Baden. Sie diente als eine von drei zweitklassigen Ligen dem Unterbau der Gauliga Baden.
Die 1. Klasse Mittelbaden wurde in dieser Spielzeit erneut in vier Staffeln im Rundenturnier mit Hin-und-Rückspiel ausgespielt. Die Saison begann am 14. September 1941, die letzten Spiele kamen am 31. Mai 1943 zur Austragung. In der Staffel IV (die Nummerierungen der Staffeln erfolgten gauweit weiterhin chronologisch) setzte sich erneut ungeschlagen der VfR Pforzheim durch, Staffel V wurde vom VfB 05 Knielingen dominiert, in Staffel 6 war der FV Daxlanden knapp siegreich und aus Staffel VII wurde der FV Muggensturm als Meister gemeldet. Die Staffelmeister qualifizierten sich für die Aufstiegsrunde zur Gauliga Baden 1942/43, in der nur Daxlanden der Aufstieg in die Gauliga gelang.

## Staffel IV
Die Staffel IV dominierte erneut der VfR Pforzheim. Wie bereits in der letzten Spielzeit gewann der VfR die Staffelmeisterschaft erneut ungeschlagen.

### Kreuztabelle
Die Kreuztabelle stellt die Ergebnisse aller überlieferten Spiele dieser Saison dar. Die Heimmannschaft ist in der linken Spalte, die Gastmannschaft in der oberen Zeile aufgelistet.
| 1941/42                     | VfR Pforzheim | SCP  | Germania Brötzingen | NBS  | NIE |
| --------------------------- | ------------- | ---- | ------------------- | ---- | --- |
| VfR Pforzheim               |               | 11:0 | 7:2                 | 10:3 |     |
| SC Pforzheim                | 3:4           |      |                     | 8:4  | 1:1 |
| FC Germania Brötzingen      | 0:5           | 4:4  |                     |      |     |
| KSG Nordstern/BSC Pforzheim |               |      | 3:4                 |      |     |
| FV 09 Niefern               |               |      | 5:2                 |      |     |

### Abschlusstabelle
| Pl. | Verein                      | Sp. | S | U | N | Tore    | Quote | Punkte |
| --- | --------------------------- | --- | - | - | - | ------- | ----- | ------ |
| 1.  | VfR Pforzheim               | 5   | 5 | 0 | 0 | 037:800 | 4,63  | 10:0   |
| 2.  | SC Pforzheim                | 4   | 1 | 1 | 2 | 015:230 | 0,65  | 03:50  |
| 3.  | FC Germania Brötzingen      | 4   | 1 | 1 | 2 | 010:190 | 0,53  | 03:50  |
| 4.  | KSG Nordstern/BSC Pforzheim | 3   | 0 | 0 | 3 | 010:220 | 0,45  | 0:60   |
| 5.  | FV 09 Niefern a             | 0   | 0 | 0 | 0 | 000:000 | 1,00  | 0:0    |

## Staffel V
In Staffel V dominierte der VfB 05 Knielingen. Mit nur einer Niederlage beendete Knielingen die Saison mit zwölf Punkten Vorsprung vor der SpVgg Söllingen und dem FV Blankenloch. Gauligaabsteiger Karlsruher FV enttäuschte und belegte am Ende nur einen Mittelfeldplatz.
| Pl.                                                  | Verein                      | Sp. | S  | U | N | Tore    | Quote | Punkte |
| ---------------------------------------------------- | --------------------------- | --- | -- | - | - | ------- | ----- | ------ |
| 1.                                                   | VfB 05 Knielingen           | 14  | 13 | 0 | 1 | 070:220 | 3,18  | 26:20  |
| 2.                                                   | SpVgg Söllingen b           | 14  | 6  | 2 | 6 | 037:330 | 1,12  | 14:14  |
| 3.                                                   | FV Blankenloch              | 14  | 7  | 0 | 7 | 038:480 | 0,79  | 14:14  |
| 4.                                                   | FV Neureut                  | 14  | 6  | 1 | 7 | 033:340 | 0,97  | 13:15  |
| 5.                                                   | FC 1921 Karlsruhe           | 14  | 6  | 1 | 7 | 044:460 | 0,96  | 13:15  |
| 6.                                                   | Karlsruher FV (A)           | 14  | 4  | 4 | 6 | 025:350 | 0,71  | 12:16  |
| 7.                                                   | Germania Durlach            | 14  | 4  | 3 | 7 | 023:350 | 0,66  | 11:17  |
| 8.                                                   | FC Viktoria 06 Berghausen b | 14  | 3  | 3 | 8 | 026:430 | 0,60  | 09:19  |
| 9.                                                   | VfB Grötzingen c            | 0   | 0  | 0 | 0 | 000:000 | 1,00  | 0:0    |
| Quelle: Der Führer Nr. 156/1942, Stand: 8. Juni 1942 |                             |     |    |   |   |         |       |        |

| (A) | Absteiger aus der Gauliga |

## Staffel VI
In Staffel V entwickelte sich ein Zweikampf zwischen dem FV Daxlanden und dem FC Ettlingen. Am Ende setzte sich Daxlanden mit einem Punkt Vorsprung durch.
| Pl.                                                  | Verein                             | Sp. | S  | U | N | Tore    | Quote | Punkte |
| ---------------------------------------------------- | ---------------------------------- | --- | -- | - | - | ------- | ----- | ------ |
| 1.                                                   | FV Daxlanden                       | 14  | 11 | 1 | 2 | 054:210 | 2,57  | 23:50  |
| 2.                                                   | FC Ettlingen                       | 14  | 10 | 2 | 2 | 054:320 | 1,69  | 22:60  |
| 3.                                                   | FC Südstern Karlsruhe              | 14  | 6  | 3 | 5 | 031:290 | 1,07  | 15:13  |
| 4.                                                   | FV Beiertheim                      | 14  | 6  | 1 | 7 | 031:300 | 1,03  | 13:15  |
| 5.                                                   | FC Viktoria Bulach (N)             | 14  | 4  | 3 | 7 | 035:420 | 0,83  | 11:17  |
| 6.                                                   | KSG Frankonia/Reichsbahn Karlsruhe | 14  | 3  | 4 | 7 | 025:390 | 0,64  | 10:18  |
| 7.                                                   | SpVgg Durlach-Aue                  | 14  | 4  | 1 | 9 | 031:480 | 0,65  | 09:19  |
| 8.                                                   | FG Rüppurr                         | 14  | 3  | 3 | 8 | 023:430 | 0,53  | 09:19  |
| Quelle: Der Führer Nr. 156/1942, Stand: 8. Juni 1942 |                                    |     |    |   |   |         |       |        |

| (N) | Aufsteiger aus den 2. Klassen |

## Staffel VII
Aus Staffel VII sind keine Ergebnisse überliefert. Der FV Muggensturm nahm aus dieser Staffel an der Aufstiegsrunde teil.